# Varekilsnäs
Varekilsnäs är en plats strax norr om Skåpesund på Orust, som har många fornlämningar.
Näringsverksamheten i Varekilsnäs består mest av jordbruk och turism.
Länsväg 160 passerar mellan Varekilsnäs och havet. 